# St. Justina (Bad Wörishofen)

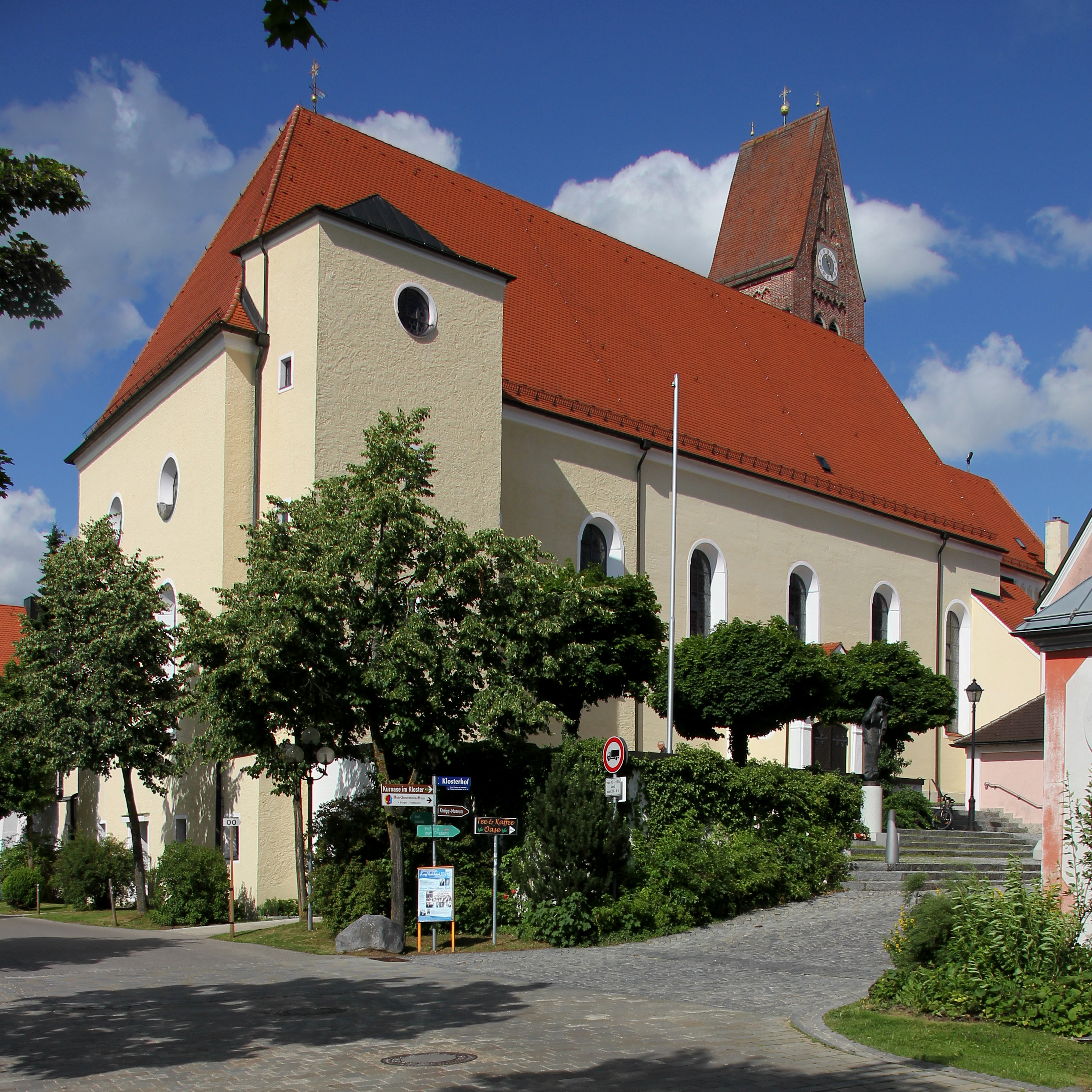
Pfarrkirche St. Justina in Bad Wörishofen

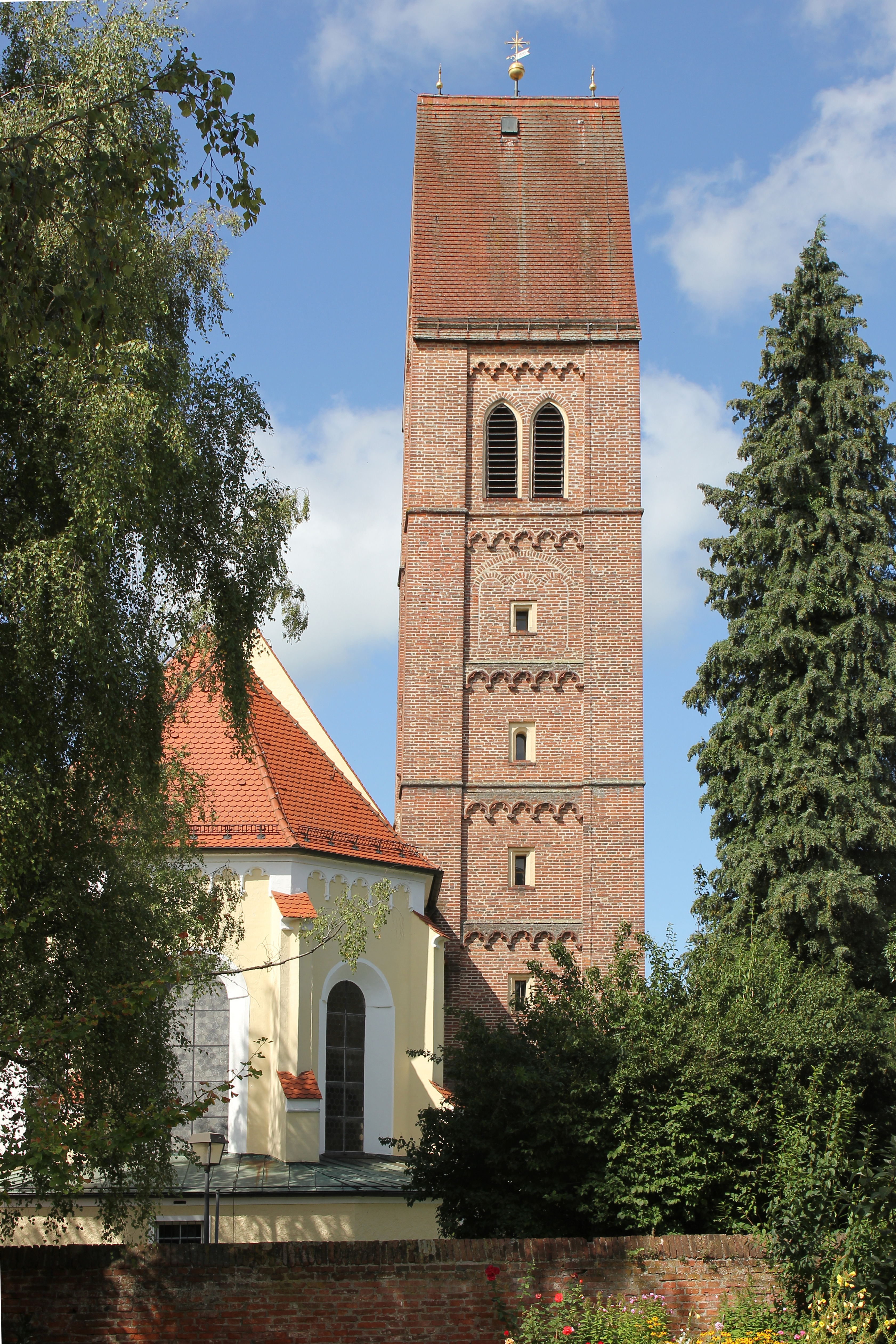
Turm von St. Justina, Ostseite

St. Justina ist die katholische Stadtpfarrkirche von Bad Wörishofen im Landkreis Unterallgäu. Der Ursprung des erhaltenen Gebäudes an der Hauptstraße stammt aus dem frühen 16. Jahrhundert. Etwa 200 Jahre später entstand südlich davon in unmittelbarer Nachbarschaft das Kloster der Dominikanerinnen.

## Geschichte
Eine Kirche in Bad Wörishofen ist 1243 erwähnt, als eine Christina von Fronehofen in der Kirche St. Justina gelobte, ihr ganzes Vermögen nach dem Rat des Dominikaners Friedrich von Rottenberg zu verwenden. In den Jahren 1519/20 wurde die ursprüngliche Kirche abgerissen und durch einen Neubau im Stil der Gotik ersetzt. Aus dieser Zeit oder sogar früher stammt wahrscheinlich der Glockenturm. Dieser Turm nördlich vom Chor ist ein Backsteinbauwerk auf einem Sockel aus grauem Bruchstein und mit Satteldach. Um 1700 wurde die Kirche barockisiert.
Über das Patrozinium der heiligen Justina herrscht Unklarheit, da es mehrere Heilige dieses Namens gibt. Seit dem 18. Jahrhundert zumindest wird die legendäre Justina von Antiochien angenommen, deren Martyrium der Maler Jakob Fröschle 1780 in einem Deckengemälde im Langhaus der Kirche darstellte.
Nachdem Sebastian Kneipp 1855 zunächst als Beichtvater der Dominikanerinnen nach Wörishofen gekommen war und in den folgenden Jahren mit seiner Naturheilkunde und Wasserkuren den Ort bekannt machte, stieg die Einwohnerzahl stetig. Die Kirche, an der Kneipp von 1881 bis 1897 Pfarrer war, wurde zu klein, sodass sie 1932/33 nach Westen hin erweitert wurde. Bis zur Vollendung der Ausstattung und der Weihe des Hochaltars am 3. Juli 1938 dauerte es noch fünf Jahre. 1983 wurde die Kirche unter Leitung von Toni Mayer († 2010) aus Mindelheim restauriert.

## Ausstattung der Kirche

### Altäre, Kanzel und Taufstein

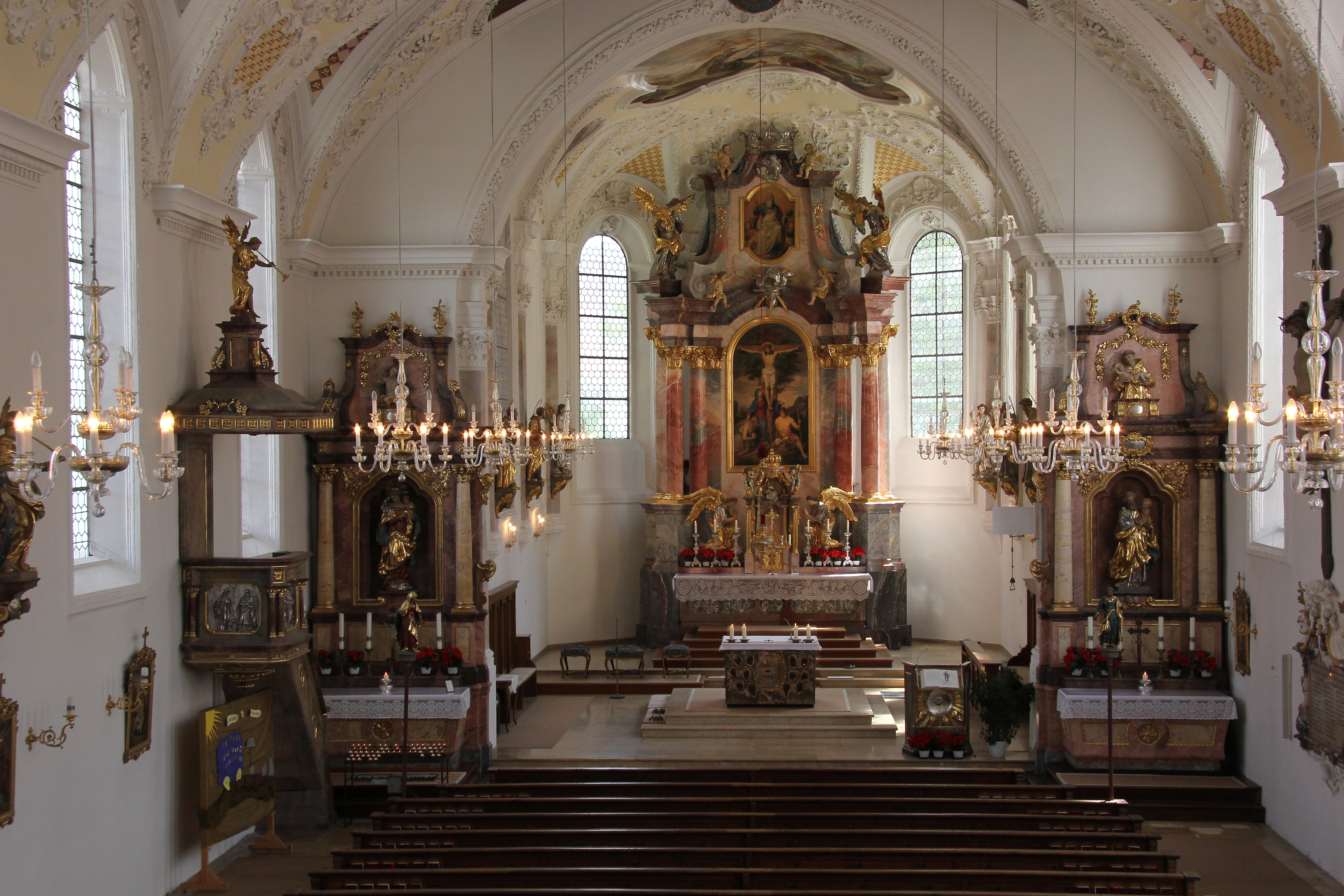
Kirchenschiff und Chor

Die Architektur des 1938 fertiggestellten Hochaltars ist ein Werk des Stuckateurs und Bildhauers Josef Schnitzer senior. Über dem Sockel erheben sich zweimal vier Säulen und darüber ein prächtiger Aufsatz. Das Hauptbild des Altars über dem Tabernakel, 1868 von Johann Kaspar aus Obergünzburg gemalt, stellt den Kreuzestod Jesu als Erlösung von der Erbsünde dar, am Fuß des Kreuzes Adam und Eva – Adam rechts, Eva links mit dem Apfel und der Schlange. Über beide hält Maria ihre Hände und versöhnt sie mit Gott. Das Bild im Aufsatz ist eine Darstellung Gottvaters.
Der Zelebrations- oder Volksaltar wurde 1967 vor dem Hochaltar aufgestellt, ebenso der Ambo, beides Werke von Toni Mayer.
Die neubarocken Seitenaltäre entwarf Josef Schmuderer aus München.  Sie enthalten links im Aufsatz eine Halbfigur des heiligen Sebastian und  rechts Antonius von Padua. Die Maria mit Kind im linken Seitenaltar ist, wie einige weitere Figuren der Kirche, von Franz Hoser (1928), der heilige Josef im rechten Seitenaltar von Johann Huber (1924).
Anders als die barocken bzw. neubarocken Altäre zeigt die Kanzel von 1882 an der nördlichen Langhausmauer frühklassizistische Formen. Als figürlichen Schmuck enthält sie am Kanzeldeckel einen fanfareblasenden Engel und am Kanzelkorb zwei Reliefs mit heiligen Kirchenlehrern. 

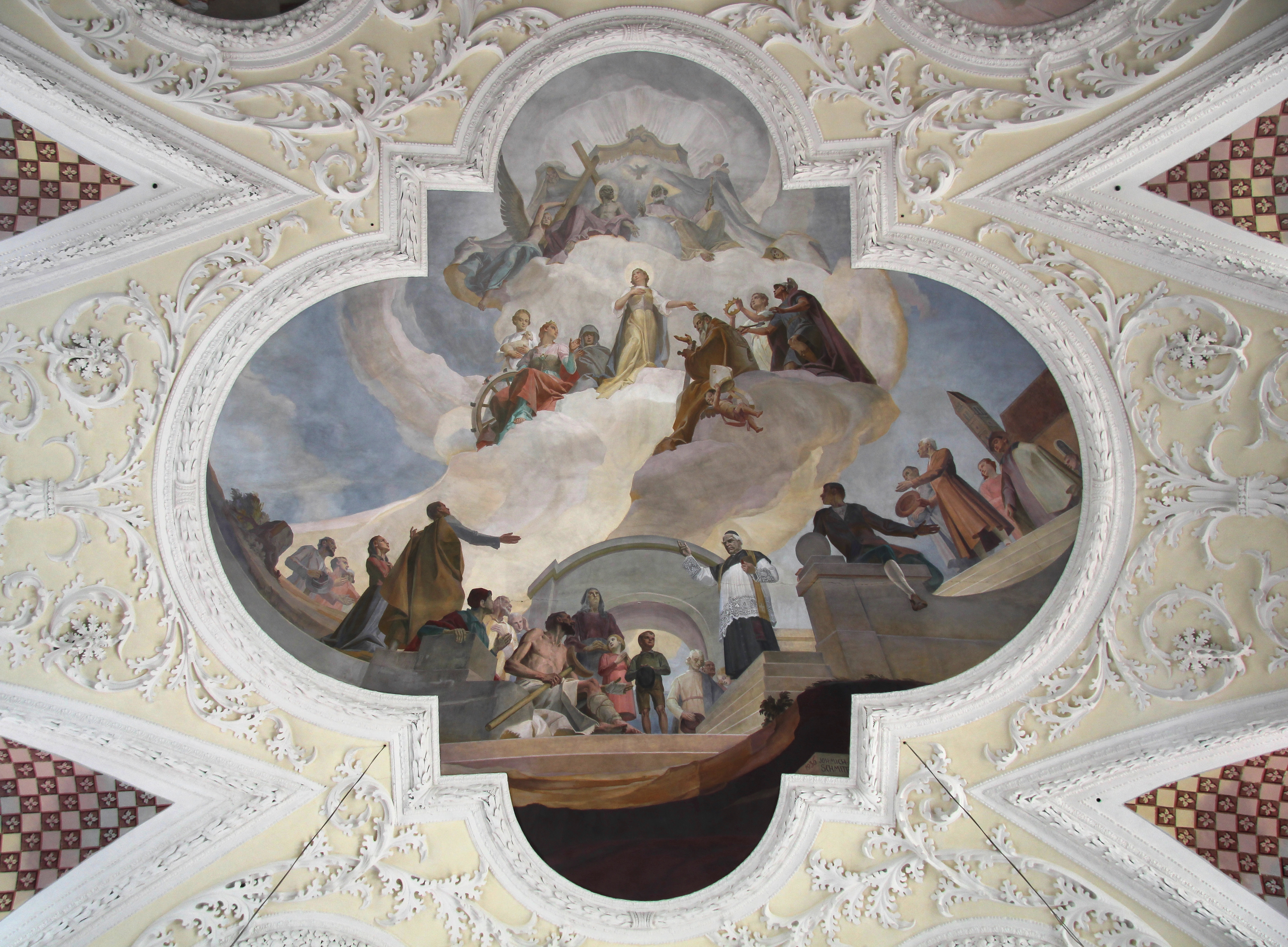
Johann Michael Schmitt: Heilige verehren die Dreifaltigkeit Gottes, unter dem offenen Himmel Pfarrer Sebastian Kneipp

Unter der Empore steht ein spätgotischer Taufstein.

### Deckengemälde
Die reich mit Stuck verzierte Decke des Langhauses enthält außer den Fresken von Jacob Fröschle, Verehrung des Altarsakraments und Martyrium der heiligen Justina, im westlichen Teil drei Gemälde, die Johann Michael Schmitt (1878–1943) 1936 malte. Das große Bild zeigt die Verehrung der Heiligen Dreifaltigkeit durch die heilige Agnes von Rom, die zweite Kirchenpatronin Katharina, Felicitas, Kirchenpatronin Justina, den einst um sie werbenden Zauberer und späteren Bischof Cyprian von Antiochien, Pankratius und Sebastian. Unter der Himmelsöffnung steht Pfarrer Kneipp, der Gesunden und Kranken predigt, ihre Herzen zu Gott zu erheben. In den beiden Rundbildern sind das Gleichnis von den klugen und törichten Jungfrauen und die Offenbarung des Lammes Gottes dargestellt.

### Orgel

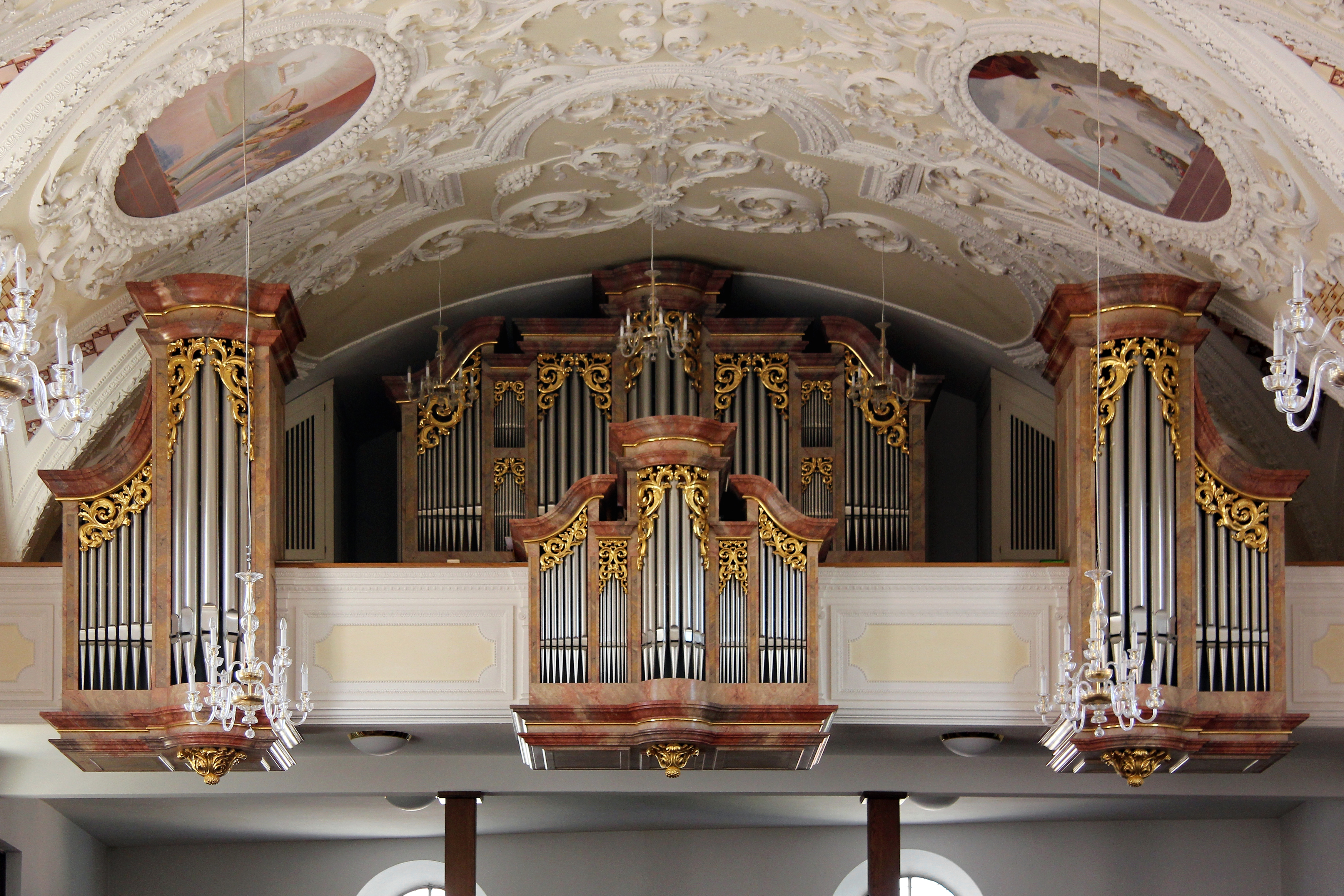
Klais-Orgel von 1991

Auf der oberen Empore steht eine 1990/91 erbaute Klais-Orgel. Sie ersetzt das störanfällig gewordene Instrument der Gebrüder Hindelang aus dem Jahr 1933. Im Mai 1987 erhielt die Orgelmanufaktur Klais in Bonn den Auftrag zum Neubau, nachdem der Orgelsachverständige des Diözese Augsburg, Gert Völkl, im Dezember 1985 von einer Instandsetzung der Hindelang-Orgel abgeraten hatte. Einer der Gründe, sich für Klais zu entscheiden, war der der barocken Gesamtausstattung des Raums angepasste Entwurf des Prospekts. Das neue Instrument hat 43 Register auf drei Manualen und Pedal und 2867 Pfeifen. Am 21. Januar 1991 weihte Weihbischof Max Ziegelbauer die Orgel.

### Glocken
Im Kirchturm von St. Justina hängt ein Glockengeläut von fünf Glocken, dia auf die Schlagtöne H° – d¹ – e¹ – fis¹ – a¹ gestimmt sind. Die vier größeren Glocken wurden 1947 von Engelbert Gebhard aus Kempten gegossen, die kleinste ist eine Stiftung von Pfarrer Sebastian Kneipp und wurde 1891 von der Glockengießerei Fritz Hamm in Augsburg gegossen.